# Grewia welwitschii
Grewia welwitschii är en malvaväxtart som beskrevs av Karl Ewald Maximilian Burret. Grewia welwitschii ingår i släktet Grewia och familjen malvaväxter. Inga underarter finns listade i Catalogue of Life.